# Luigi Molino (musicista)
Alessandro Luigi Giovenale Molino (Torino, 6 maggio 1762 – Torino, 24 agosto 1846) è stato un arpista, violinista, compositore e  direttore d'orchestra italiano.

## Biografia
Violinista nell'orchestra del Teatro Regio di Torino, nel 1798 successe al suo maestro Gaetano Pugnani nel posto di direttore della medesima orchestra. Nel 1809 si trasferì a Parigi dove svolse attività di concertista e insegnante di arpa e violino, facendo stampare sue composizioni da camera. Nel 1823 diresse la prima dell'opera Didone abbandonata di Saverio Mercadante al Teatro Regio di Torino, ma nello stesso anno, colpito da sordità, abbandonò l'attività musicale per dedicarsi al commercio.

## Opere
Composizioni musicali di Luigi Molino, il materiale delle quali attualmente risulta reperibile; partiture o parti a stampa se non altrimenti specificate.
- Serenata per arpa, clarinetto e fagotto (copia manoscritta conservata presso la biblioteca dell'Accademia Filarmonica Romana).
- Sinfonia (copia manoscritta conservata presso il Museo della Moravia di Brno).
- Fra tutte pene; aria per soprano con accompagnamento di clavicembalo (copia manoscritta conservata presso il Fondo musicale Giuseppe Greggiati di Ostiglia).
- Serenate: trio in la minore per violino, viola e chitarra (copia manoscritta, idem).
- Variazioni per arpa (s.l., s.d.).
- Sonate pour le clavecin ou forte-piano avec violon (Torino, 1798 ca.).
- Battaglia di Marengo. Cantata a tre per soprano, due tenori, coro e orchestra (Torino, 1801), composta su testo di Vincenzo Marenco in occasione del primo anniversario della battaglia di Marengo (copia manoscritta conservata presso l'Archivio Storico della Città di Torino; la segnatura archivistica è: Carte del periodo francese, cart. 102, fasc. 262. Il faldone contiene anche il testo a stampa di un Inno e Cantata scritto sempre da Vincenzo Marenco su musiche di Luigi Molino per la stessa occasione; la musica di Molino per questa seconda cantata, però, è andata perduta).
- Trois ariettes italiennes avec accompagnement de harpe ou piano (Torino, 1807 ca.).
- La grazie messaggere di Giove cantata per musica da eseguirsi nel Teatro imperiale li 26 gennajo 1811 (libretto a stampa: Torino, 1811).
- Inno e cantata del cittadino Vincenzo Marenco (libretto a stampa: Torino, s.d.).
- Premier concerto pour la harpe avec accompagnement de 2 violons, alto, et basse, 2 cors et 2 clarinettes, op.1 (Parigi, s.d.).
- Fantaisie pour la harpe avec accompagnement de violon, basse ou basson obligé, op.10 (c.s.).
- Grande sonate pour la harpe avec accompagnement de violon obligé, op.11 (c.s.).
- Deux nocturne en trio pour harpe ou piano, violon et violoncello - sur les plus jolis motifs de Rossini (c.s.).
- Trois duos concertans pour deux violons dédiés à Monsieur Viotti, op.13 (Parigi, 1821 ca.).
- Grande sonate pour harpe avec violon obligé, op.14 (Parigi, 1816 ca.).